# Arabia (satrapia)
L'Arabia fu una satrapia (provincia) persiana dell'Impero achemenide e successivamente dell'Impero sasanide, con il nome di Arabistan.

## Storia

### Era achemenide
L'Arabia achemenide corrispondeva alle terre tra Egitto e Mesopotamia, conosciute successivamente con il nome di Arabia Petrea. Secondo Erodoto, Cambise non sottomise gli Arabi quando attaccò l'Egitto nel 525 a.C.. Il suo successore Dario il Grande menziona l'Arabia nelle Iscrizioni di Bisotun, risalenti ai primi anni del suo regno. Ciò suggerisce che fu Dario a conquistare la regione.
Gli Arabi erano esentati dal pagare tasse, ma dovevano fornire ai Persiani 1000 talenti di franchincenso all'anno. Inoltre aiutarono gli Achemenidi nell'invasione dell'Egitto, fornendo degli otri d'acqua alle truppe persiane che dovevano attraversare il deserto.

### Era Sasanide
L'Arabistan sasanide era un territorio conteso tra Roma (e poi Bisanzio) e i Sasanidi, che lottavano per la Mesopotamia.